# Igor Nikolajewitsch Poljanski
Igor Nikolajewitsch Poljanski (russisch Игорь Николаевич Полянский; * 20. März 1967 in Nowosibirsk) ist ein ehemaliger Schwimmer, der für die UdSSR startete und zu den besten Rückenschwimmern der 1980er Jahre gehörte.

## Karriere
Der Durchbruch zur Weltspitze gelang Igor Poljanski am 1. März 1985 in Erfurt, als er den Weltrekord über 200 Meter Rücken auf 1:58,14 Minuten senkte. Die Besonderheit an der Technik Poljanskis war eine extrem lange Tauchphase nach dem Start, die von der Fédération Internationale de Natation (FINA), dem Weltschwimmverband, nach den Olympischen Spielen 1988 durch eine Regeländerung unterbunden wurde, wonach die Tauchphase nach dem Start nur noch zehn Meter währen durfte. Erst als die FINA 1991 die Tauchphase auf 15 Meter verlängerte und eine neue Wendetechnik zuließ, waren die Weltrekorde aus der Tauchphasen-Ära zu unterbieten. Am 13. August 1991 unterbot der Spanier Martin López-Zubero den 200-Meter-Weltrekord Poljanskis.
Anfang August 1985 fanden in Sofia die Schwimmeuropameisterschaften statt, bei denen Poljanski die Titel über 100 Meter und über 200 Meter Rücken gewann. Wenige Wochen danach gewann Poljanski auch beide Strecken bei der Universiade in Kobe. Bei den Schwimmweltmeisterschaften 1986 in Madrid siegte Poljanski auf der 100-Meter-Distanz in 55,58 Sekunden mit fast einer Sekunde Vorsprung auf Dirk Richter aus der DDR; über 200 Meter gewann Poljanski in 1:58,78 Minuten und hatte über zwei Sekunden Vorsprung auf den DDR-Schwimmer Frank Baltrusch. Die Lagenstaffel gewannen die US-Amerikaner vor der Staffel aus der Bundesrepublik Deutschland; die sowjetische Staffel mit Igor Poljanski, Dmitri Wolkow, Alexei Markowski und Nikolai Jewsejew erhielt die Bronzemedaille. Bei den Schwimmeuropameisterschaften 1987 in Straßburg siegte auf beiden Rückenstrecken Sergei Sabolotnow, Poljanski erhielt auf der längeren Distanz die Silbermedaille. In der sowjetischen Lagenstaffel trat im Finale Poljanski an und gewann zusammen mit Dimitri Wolkow, Konstantin Petrow und Gennadi Prigoda den Titel in neuer Europarekordzeit von 3:41,51 Minuten.
Im März 1988 unterbot Poljanski in Tallinn den viereinhalb Jahre alten 100-Meter-Rückenweltrekord des US-Amerikaners Rick Carey gleich doppelt, am 15. März schwamm er 55,17 Sekunden und am 16. März 55,16 Sekunden. Im Juli gelang Poljanski eine weitere Verbesserung auf 55,00 Sekunden, diese Zeit unterbot allerdings einen Monat später der US-Amerikaner David Berkoff. Im Vorfeld der Olympischen Spiele 1988 in Seoul hatte außer Berkoff auch der Japaner Daichi Suzuki an seiner Tauchphase gearbeitet und war damit zu einem weiteren Konkurrenten erwachsen. Zuerst fand das Rennen über 200 Meter statt, hier siegte Polhanski in 1:59,37 Minuten vor Frank Baltrusch und dem Neuseeländer Paul Kingsman, der knapp vor Sergei Sabolotnow die Bronzemedaille gewann. Über 100 Meter stellte Poljanski im vorletzten Vorlauf in 55,04 Sekunden einen neuen olympischen Rekord auf, den Berkoff im letzten Vorlauf mit neuem Weltrekord von 54,51 Sekunden unterbot. Im Finale siegte keiner der beiden, sondern der Japaner Suzuki in 55,05 Sekunden, Berkoff gewann in 55,18 Sekunden Silber vor Poljanski in 55,20 Sekunden, Sabolotnow belegte erneut den vierten Platz. In der Lagenstaffel setzte die sowjetische Mannschaftsleitung im Vorlauf Sabolotnow ein. Im Endlauf unterboten Igor Poljanski, Dimitri Wolkow, Wadym Jaroschtschuk und Gennadi Prigoda ihren eigenen Europarekord in 3:39,96 Minuten und gewannen damit Bronze hinter den Staffeln aus den Vereinigten Staaten und aus Kanada.
Poljanskis große Zeit endete nach den Olympischen Spielen 1988, als die langen Tauchphasen von der FINA ausgeschlossen wurden.
Er war mehrmals sowjetischer Meister (1988 – über 100 m; 1983, 1986, 1988 – über 200 m; 1985, 1986 – 4 × 100 m Staffel).